# Аверьянов, Александр Юрьевич
Александр Юрьевич Аверьянов (род. 29 ноября 1950 года, Чехов) — художник-баталист (член архитектурно-художественного совета). Член-корреспондент Российской академии художеств (2020).

## Биография
Александр Юрьевич Аверьянов родился 29 ноября 1950 г. в г. Чехове Московской области.
Широко известен как мастер батальных сцен.
Много картин работы Аверьянова Ю. А. находятся в экспозиции музея «Бородинская панорама», музея-заповедника «Бородинское поле», малоярославецкого военно-исторического музея 1812 года. А. Ю. Аверьянов также помогал Народному художнику России Н. С. Присекину в создании панорамы «Курская битва» (Москва, Поклонная гора).
«…Масштабность работ поражает, что вообще характерно для картин батального жанра. Серьёзный баталист выступает не только как баталист, но и как тонкий и пытливый историк и исследователь. Для А.Аверьянова существенен не только пафос многофигурного сражения, но и каждая деталь в изображении битвы и её участников. От того работы художника удивляют органическим единением завершённой композиции, верности истории и живости палитры, делающих зрителя отнюдь не посторонним наблюдателем.» Из книги «1000 русских художников. Большая коллекция» М.: «Белый город», 2006

## Творчество
Картины батальных сражений А. Ю. Аверьянова, такие как: «Сражение за Малоярославец 12 (24) октября 1812», «Князь П. И. Багратион в Бородинском сражении. Последняя контратака», «Сражение за Смоленск» и т. д., выставлены в исторических музеях разных городов нашей страны, наряду с историческими портретными работами типа «Ветеран», «Веселый драгун» и пр.
«Его картины, украшающие сегодня музеи и частные коллекции, с одинаковой силой привлекают и неопытного зрителя, и военного историка, и профессионального ценителя искусства. В каждой из них видна серьёзная работа настоящего мастера. Поражает всё: виртуозное владение большими композициями; обилие деталей, не нарушающих при этом единства живописного полотна; замечательные краски, передающие и свежесть зимнего утра, и полуденный летний зной. Из многих, порою неуловимых компонентов складывается впечатление, не позволяющее спутать картины Аверьянова с произведениями других художников и заставляющее снова и снова возвращаться к ним.» А.Кибовский. История России в картинах современных художников. М.: Благотворительный фонд памяти Марии, 2007.